# Praktica Nova
Praktica Nova – seria aparatów kombinatu Pentacon, lustrzanej konstrukcji.

## Praktica Nova
Prakitca Nova – pierwszy model, produkowany w latach 1964-1969. Miał nowocześniejszy wygląd od wcześniejszych aparatów marki. Posiadał czasy migawki od 1/2 sekundy, do 1/500 sekundy. Czasy długie, uruchamiało się poprzez przestawienie pokrętła (na gałce zmiany czasów), na kolor pomarańczowy. Wmontowano w niego migawkę szczelinową, o przebiegu poziomym, wykonaną z materiału. Model aparatu, nie posiadał żadnego światłomierza (ani zewnętrznego selenowego, ani TTL).

### Specyfikacja
- migawka szczelinowa, o przebiegu poziomym
- zakres czasów otwarcia migawki od 1/2 sekundy, do 1/500 sekundy.
- wbudowany pryzmat pentagonalny.
- synchronizacja z dwoma rodzajami lamp błyskowych.
- brak światłomierza.
- wymienne obiektywy, na gwint M42 (fotografia).
- brak samowyzwalacza
- matówka z soczewką fresnela i mikrorastrem.

## Praktica Nova B
Praktica Nova B- aparat, konstrukcyjnie identyczny z Prakticą Nova. Różnił się dodaniem zewnętrznego światłomierza selenowego. Okienko światłomierza, znajdowało się na czole aparatu, nad obiektywem (na jednej ściance obudowy pryzmatu), otoczone było srebrnym plastikiem. Wskazania światłomierza, odczytywało się po lewej stronie korpusu (patrząc z perspektywy fotografującego), przy pokrętle zwijania powrotnego filmu. Wskazania, odczytywało się po zrównaniu metalowej wskazówki, z wskaźnikiem, odchylającym się pod wpływem światła. 

## Praktica Nova I
Praktica Nova I, od wcześniej wymienionej ,różni się wprowadzeniem nowoczesnego systemu ładowania aparatu błoną światłoczułą (system PL). 
Oprócz tego, zastosowano nowocześniejszą gałkę wyboru czasów migawki (nie trzeba już wybierać trybu czasów długich, lub krótkich).
Równolegle do Prakticii Nova I, produkowano wersję B, która różniła się dodaniem światłomierza selenowego.